# Ixora tanzaniensis
Ixora tanzaniensis là một loài thực vật có hoa trong họ Thiến thảo. Loài này được Bridson mô tả khoa học đầu tiên năm 1981.